# مرغداری میرزایی
مرغداری میرزایی یک منطقهٔ مسکونی در ایران است که در دهستان شریف‌آباد (سیرجان) واقع شده‌است. مرغداری میرزایی ۱۶ نفر جمعیت دارد.